# Acidente químico
Um acidente químico é a liberação não intencional de um ou mais produtos químicos perigosos, que podem prejudicar a saúde humana e o meio ambiente. Tais eventos incluem incêndios, explosões e liberação de materiais tóxicos que podem causar doenças, ferimentos ou incapacidades às pessoas. Acidentes químicos podem ser causados, por exemplo, por desastres naturais, erro humano ou atos deliberados para ganho pessoal. Acidentes químicos são geralmente entendidos como sendo de escala industrial, frequentemente com consequências importantes fora do local. Exposição não intencional a produtos químicos que ocorrem em locais de trabalho menores, bem como em instalações privadas durante atividades cotidianas, geralmente não são chamados de acidentes químicos.
Segurança de processos é a disciplina de engenharia que lida com o entendimento e gerenciamento de riscos de acidentes químicos. O escopo da segurança de processos se estende, no entanto, a incêndios e explosões de materiais perigosos geralmente não chamados de “produtos químicos”, como misturas de hidrocarbonetos refinados e não refinados.

## Frequência
Acidentes químicos são relativamente comuns nos Estados Unidos, com um acidente significativo ocorrendo em média várias vezes por semana. A maioria dos acidentes químicos nunca chega às manchetes nacionais. Profissionais de relações públicas da indústria química americana afirmam que tais acidentes estão se tornando menos frequentes, mas a Agência de Proteção Ambiental dos EUA afirma que eles estão aumentando em frequência, com maiores taxas médias anuais de evacuações da população e de pessoas precisando de tratamento médico resultantes de acidentes químicos. O Texas é o principal estado dos EUA em acidentes químicos.

## Exemplos

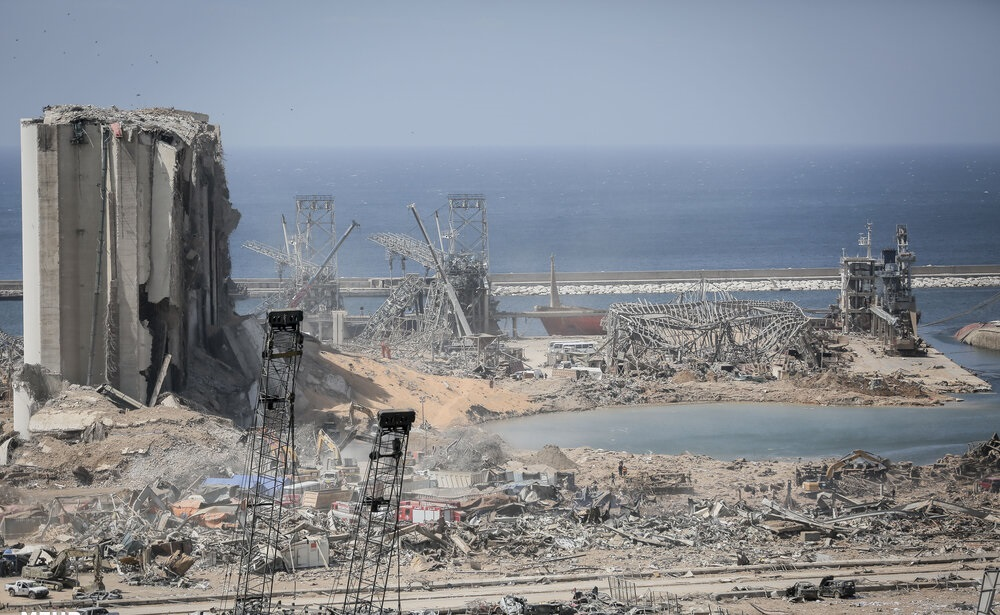
Consequências das explosões no porto de Beirute em 2020.

O acidente químico mais perigoso registrado na história foi o Desastre de Bopal em 1984, na Índia, na qual mais de 3 000 pessoas morreram após o lançamento de isocianato de metila altamente tóxico em uma fábrica de pesticidas da Union Carbide. O lançamento aconteceu após a válvula de segurança do tanque de armazenamento não ter conseguido conter o excesso de pressão criado pela reação exotérmica entre água e isocianato de metila. O acidente foi causado por uma válvula defeituosa que deixava a água entrar no tanque. A unidade de refrigeração de segurança do tanque também não estava funcionando, pois não tinha nenhum líquido de arrefecimento.
A explosão do porto de Beirute em 2020 foi uma das maiores explosões não nucleares da história. Aconteceu quando aproximadamente 2,750 toneladas de nitrato de amônio dentro de um armazém no porto explodiram.

## Regulamentação e agências governamentais

### União Europeia
Na União Europeia, incidentes como o Desastre de Flixborough e o Acidente de Seveso levaram a legislações como a Diretiva Seveso, que exige que relatórios de segurança sejam preparados por plantas de processamento e armazenamento e emitidos para autoridades locais e regionais.

### Estados Unidos
Nos Estados Unidos, a preocupação com acidentes químicos após o Desastre de Bopal levou à aprovação do Emergency Planning and Community Right-to-Know Act de 1986. O EPCRA exige esforços locais de planejamento de emergência em todo o país, incluindo notificações de emergência. A lei também exige que as empresas disponibilizem publicamente informações sobre seu armazenamento de produtos químicos tóxicos. Com base nessas informações, os cidadãos podem identificar as zonas vulneráveis nas quais liberações tóxicas severas podem causar danos ou até mesmo, em alguns casos, a morte.
Em 1990, o Conselho de Segurança Química dos EUA (CSQ) foi estabelecido pelo Congresso, embora não tenha se tornado operacional até 1998. A missão do Conselho é determinar as causas raiz de acidentes químicos e emitir recomendações de segurança para prevenir futuros acidentes químicos. Observe que o CSQ não emite multas ou citações, pois o Congresso projetou a agência para ser não regulatória. Também organiza workshops sobre uma série de questões relacionadas à preparação, prevenção e resposta a acidentes químicos.